# Негуші
Не́гуші (чорн. Његуши) — село в південній Чорногорії, при муніципалітеті міста Цетинє.

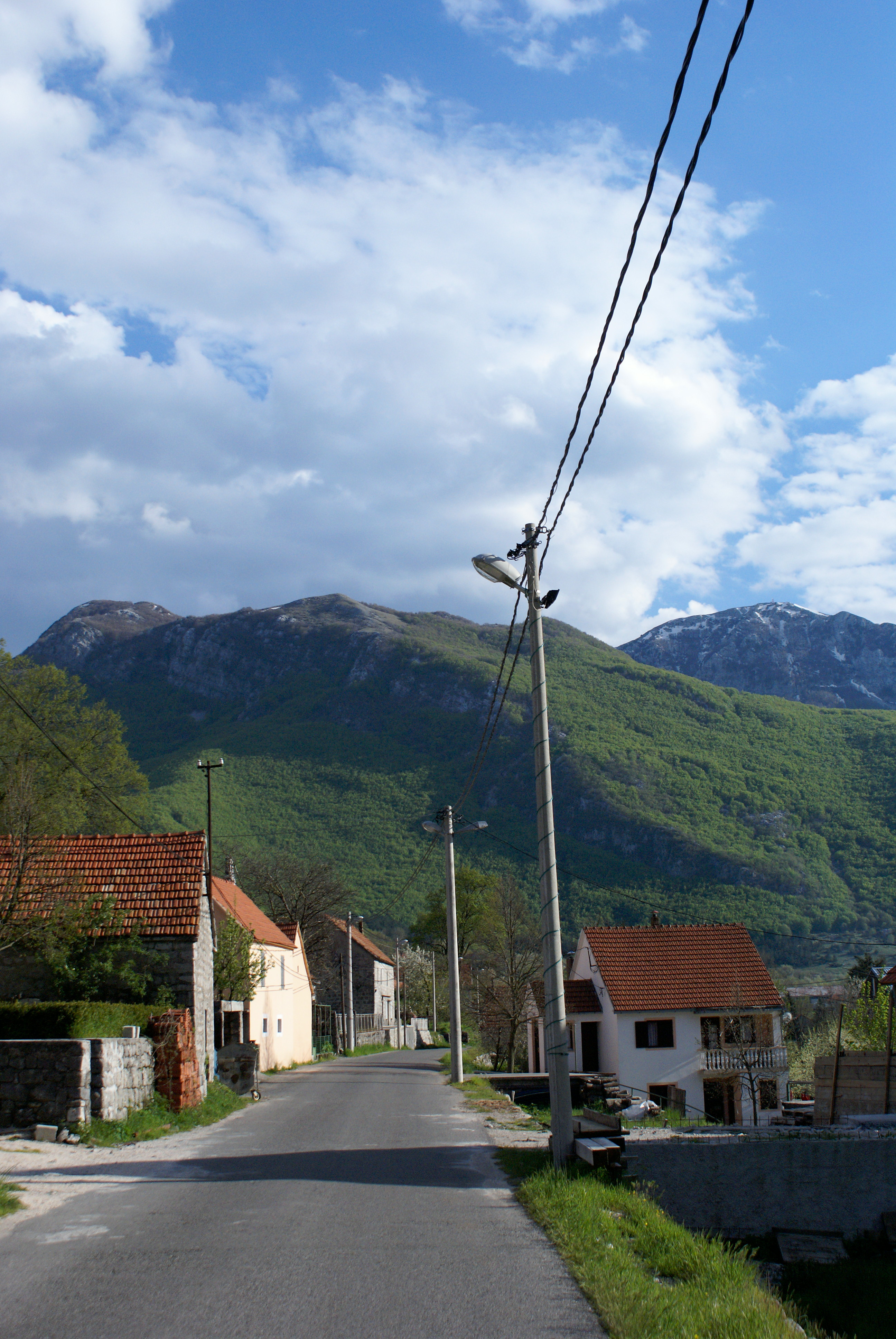
Вид на село Негуші та гору Ловчен.

Розташоване на схилі гори Ловчен, на території однойменного з нею національного парку. Це село відоме як батьківщина династії Петровичей (Негошей), яка правила в Чорногорії З 1696 по 1918 рік.
Село відоме стародавньою традиційною архітектурою, яка добре збереглася, а також знаменитими в чорногорській національній кухні негушськими сирами (чорн. његушки сир) і окостами (пршутами - чорн. његушки пршут).

## Населення
Перепис 2003 р .:
- чорногорці - 15 чол.
- серби - 1 чол.
- Інші - 1 чол.[1]